# 4957 Brucemurray
4957 Brucemurray (1990 XJ) é um asteroide Amor descoberto em 15 de dezembro de 1990 por Eleanor F. Helin no Observatório Palomar.